# Венесуэла на летних Олимпийских играх 1964
Венесуэла принимала участие в Летних Олимпийских играх 1964 года в Токио (Япония) в пятый раз за свою историю, но не завоевала ни одной медали.

## Результаты

### Дзюдо
| Спортсмен  | Весовая категория | Место |
| ---------- | ----------------- | ----- |
| Хорхе Луго | до 80 кг          | 17    |

### Лёгкая атлетика
| Спортсмен                                                    | Дисциплина       | Первый раунд | Первый раунд | Первый раунд | Четвертьфинал        | Четвертьфинал        | Четвертьфинал        | Полуфинал            | Полуфинал            | Полуфинал            | Финал                | Финал                |
| Спортсмен                                                    | Дисциплина       | Время        | Место        | Итог         | Время                | Место                | Итог.                | Время                | Место                | Итог                 | Время                | Место                |
| ------------------------------------------------------------ | ---------------- | ------------ | ------------ | ------------ | -------------------- | -------------------- | -------------------- | -------------------- | -------------------- | -------------------- | -------------------- | -------------------- |
| Ллойд Мурад                                                  | 100 м            | 10,86        | 3            | 46           | 10,77                | 8                    | 30                   | Завершил выступления | Завершил выступления | Завершил выступления | Завершил выступления | Завершил выступления |
| Архимедес Эррера                                             | 100 м            | 10,59        | 2            | 17           | 10,43                | 2                    | 8                    | 10,42                | 7                    | 8                    | Завершил выступления | Завершил выступления |
| Архимедес Эррера                                             | 200 м            | 21,38        | 2            | 18           | 21,29                | 4                    | 10                   | 21,07                | 6                    | 11                   | Завершил выступления | Завершил выступления |
| Гортензио Фусиль                                             | 400 м            | 47,95        | 5            | 38           | Завершил выступления | Завершил выступления | Завершил выступления | Завершил выступления | Завершил выступления | Завершил выступления | Завершил выступления | Завершил выступления |
| Виктор Мальдонадо                                            | 400 м            | 47,7         | 7            | 32           | Завершил выступления | Завершил выступления | Завершил выступления | Завершил выступления | Завершил выступления | Завершил выступления | Завершил выступления | Завершил выступления |
| Виктор Мальдонадо                                            | 400 м с/б        | 51,64        | 2            | 12           |                      |                      |                      | 51,19                | 7                    | 11                   | Завершил выступления | Завершил выступления |
| Архимедес Эррера Ллойд Мурад Рафаэль Ромеро Гортензио Фусиль | эстафета 4х100 м | 40,10        | 2            | 5            |                      |                      |                      | 39,65                | 3                    | 4                    | 39,53                | 6                    |

| Спортсмен   | Дисциплина  | Результат |
| ----------- | ----------- | --------- |
| Эктор Томас | десятиборье | DNF       |

### Парусный спорт
| Спортсмен                              | Класс яхт | Регата | Регата | Регата | Регата | Регата | Регата | Регата | Регата | Регата | Регата | Регата | Регата | Регата | Регата | Очки | Итог | Место |
| Спортсмен                              | Класс яхт | I      | I      | II     | II     | III    | III    | IV     | IV     | V      | V      | VI     | VI     | VII    | VII    | Очки | Итог | Место |
| Спортсмен                              | Класс яхт | Место  | Очки   | Место  | Очки   | Место  | Очки   | Место  | Очки   | Место  | Очки   | Место  | Очки   | Место  | Очки   | Очки | Итог | Место |
| -------------------------------------- | --------- | ------ | ------ | ------ | ------ | ------ | ------ | ------ | ------ | ------ | ------ | ------ | ------ | ------ | ------ | ---- | ---- | ----- |
| Карстен Бойзен Халбалуб                | Финн      | 29     | 157    | 28     | 172    | 22     | 277    | 29     | 157    | DNF    | 101    | 24     | 239    | 27     | 188    | 1291 | 1190 | 29    |
| Даниэль Камехо Октавио Хуан Фелд Санто | Звёздный  | 16     | 127    | 13     | 218    | 8      | 428    | 14     | 185    | 14     | 185    | 15     | 155    | 14     | 185    | 1483 | 1356 | 16    |

### Плавание
Мужчины
| Спортсмен         | Дисциплина | Первый раунд | Первый раунд | Первый раунд | Полуфинал            | Полуфинал            | Полуфинал            | Финал                | Финал                |
| Спортсмен         | Дисциплина | Время        | Место        | Итог         | Время                | Место                | Итог                 | Время                | Место                |
| ----------------- | ---------- | ------------ | ------------ | ------------ | -------------------- | -------------------- | -------------------- | -------------------- | -------------------- |
| Теодоро Каприльес | 100 м в/с  | 57,2         | 6            | 43           | Завершил выступления | Завершил выступления | Завершил выступления | Завершил выступления | Завершил выступления |
| Теодоро Каприльес | 400 м в/с  | 4:44,5       | 6            | 42           |                      |                      |                      | Завершил выступления | Завершил выступления |

Женщины
| Спортсменка      | Дисциплина  | Первый раунд | Первый раунд | Первый раунд | Полуфинал             | Полуфинал             | Полуфинал             | Финал                 | Финал                 |
| Спортсменка      | Дисциплина  | Время        | Место        | Итог         | Время                 | Место                 | Итог                  | Время                 | Место                 |
| ---------------- | ----------- | ------------ | ------------ | ------------ | --------------------- | --------------------- | --------------------- | --------------------- | --------------------- |
| Аннелиз Рокенбах | 100 м в/с   | 1:04,3       | 3            | 22           | Завершила выступления | Завершила выступления | Завершила выступления | Завершила выступления | Завершила выступления |
| Аннелиз Рокенбах | 100 м спина | 1:14,1       | 7            | 27           |                       |                       |                       | Завершила выступления | Завершила выступления |

### Стрельба
| Спортсмен          | Дисциплина                    | Результат | Результат |
| Спортсмен          | Дисциплина                    | Очки      | Место     |
| ------------------ | ----------------------------- | --------- | --------- |
| Хосе-Антонио Шалбо | Скорострельный пистолет, 25 м | 565       | 40        |
| Эдгар Эспиноса     | Произвольный пистолет, 50 м   | 532       | 28        |
| Энрико Форселла    | Винтовка лёжа, 50 м           | 591       | 15        |
| Агустин Рангел     | Винтовка лёжа, 50 м           | 580       | 57        |